# سيدي إبراهيم (سيدي بلعباس)
سيدي إبراهيم بلدية جزائرية في ولاية سيدي بلعباس شمال غرب الجزائر كانت تسمى في العهد الفرنسي Prudon